# Đô la Hồng Kông
Đô la Hồng Kông (tiếng Trung: 港元; phiên âm Quảng Đông: góng yùn; Hán-Việt: cảng nguyên; ký hiệu: HK$; mã ISO 4217: HKD) là tiền tệ chính thức của Đặc khu Hành chính Hồng Kông. Một đô la được chia làm 100 cents. Cục quản lý tiền tệ Hồng Kông là cơ quan tiền tệ của Chính phủ Hồng Kông, đồng thời là ngân hàng trung ương quản lý Đô la Hồng Kông.
Dưới sự cho phép của Cục quản lý tiền tệ Hồng Kông, ba ngân hàng thương mại lớn đã được cấp phép để phát hành tiền giấy phục vụ cho việc lưu thông trong công chúng. Ba ngân hàng thương mại bao gồm HSBC, Ngân hàng Trung Quốc (Hồng Kông),  Standard Chartered (Hồng Kông) phát hành tiền giấy có thiết kế riêng bao gồm các mệnh giá HK$20, HK$50, HK$100, HK$500 và HK$1000, với các thiết kế giống với các tờ tiền khác có cùng mệnh giá. Tiền giấy mệnh giá HK$10 và tất cả mệnh giá tiền xu được phát hành bởi Chính quyền Hồng Kông.
Tháng 4 năm 2016, Đô la Hồng Kông là tiền tệ phổ biến thứ mười ba trên Thị trường ngoại hối. Ngoài việc được sử dụng tại Hồng Kông, Đô la Hồng Kông còn được sử dụng tại hàng xóm của họ, Đặc khu hành chính Ma Cao. Đồng Pataca Ma Cao được neo vào Đô la Hồng Kông.

## Lịch sử
Khi Hồng Kông bắt đầu trở thành một khu vực giao thương tự do từ năm 1841, tại đây chưa có một đơn vị tiền tệ chính thức trong lưu thông hằng ngày. Các đồng tiền thường được sử dụng là Rupee Ấn Độ, đồng 8 reales của Tây Ban Nha và Mexico, và sử dụng tiền xu của Trung Quốc. Từ năm 1825, Chính quyền Anh Quốc đã ban hành một chính sách phát hành tiền xu làm bằng Bạc sterling sử dụng cho tất cả các thuộc địa. Đồng 8 reales của Tây Ban Nha và Mexico vẫn được xem là phương tiện thanh toán hợp pháp là được quy đổi sang 4 shillings và 2 pence Bảng. Giống với trường hợp của Bắc Mỹ thuộc Anh, việc phát hành hệ thống tiền theo hệ thống Bảng thất bại vì sự phát triển mạnh mẽ của hệ thống Đô la Tây Ban Nha.
Năm 1858, Chính quyền Anh Quốc từ bỏ việc gây ảnh hưởng đến tình hình tiền tệ tại Canada, và vào những năm 1860 việc tương tự xảy ra tại Hồng Kông: đã không có tác dụng gì trong việc thay thế một hệ thống tiền tệ đã có sẵn. Năm 1863, Sở Đúc tiền Hoàng Gia tại London bắt đầu phát hành loại tiền tệ đặc biệt dành cho Hồng Kông sử dụng hệ thống Đô la. Năm 1866, một mỏ đúc tiền địa phương đã được thành lập tại Sugar Street, vịnh Causeway, đảo Hồng Kông nằm phát hành đồng silver dollar và half dollar có mệnh giá tương đương với và có điểm gần giống với các đối tác từ Mexico. Người Trung Quốc đã đón nhận những đồng đô la này một cách không mấy tốt đẹp, và đến năm 1868 Sở Đúc tiền Hồng Kông đã phải đóng cửa sau khi thua lỗ $440,000. Những máy móc của cơ sở này đã được thanh lý cho Jardine Matheson. Sau đó Hồng Kông chuyển sang dùng Yên Nhật và đồng tiền xu đồng tiên được phát hành vào năm 1870. Vào những năm 1860, tiền giấy của các ngân hàng thuộc địa Anh, Hong Kong and Shanghai Banking Corporation và Chartered Bank of India, Australia and China, có các mệnh giá dưới tên gọi dollar, và trở thành phương tiện thanh toán của cả Hồng Kông lẫn các khu vực rộng lớn hơn.
Năm 1873, cuộc khủng hoảng bạc quốc tế dẫn đến sự mất giá của bạc so với các đồng tiền gắn với vàng. Từ khi đồng đô la bạc tại Mỹ và Canada chuyến tỉ giá hối đoái sang gắn với vàng, điều đó muốn nói đến rằng các đồng silver dollar sử dụng tại ven biển Trung Hoa đã mất giá so với đồng Đô la Mỹ và Đô la Canada.
Năm 1895, để phù hợp với tình hình hiện tại, sau cái chết của đồng Đô la Mexico, chính quyền Hồng Kông và Các khu định cư Eo biển đã gây sức ép lên chính quyền London nhằm thuyết phục họ cho phép lưu hành đồng silver dollar. Chính quyền London đã chấp nhận hợp pháp việc điều chỉnh đồng tiền. Đồng Đô la thương mại mới đã được đúc tại các sở đúc tiền Calcutta và Bombay nhằm phục vụ cho việc sử dụng ở Hồng Kông và ở Các khu định cư Eo biển. Năm 1906, chính quyền Các khu định cư Eo biển đã ra mắt đồng silver dollar riêng của họ và neo nó vào tỉ giá gold sterling với tỉ giá hối đoái 2 shillings và 4 pence. Từ thời điểm này đã hình thành sự khác nhau giữa tiền tệ của Hồng Kông và tiền tệ của khu Eo biển.
Năm 1935, chỉ còn Hồng Kông và Trung Quốc vẫn còn sử dụng bản vị bạc. Vào năm đó, Hồng Kông, một thời gian ngắn sau Trung Quốc, đồng silver dollar bị ngưng phát hành và bị trượt giá từ £1 = HK$15.36 lên đến HK$16.45. Từ thời điểm này khái niệm Đô la Hồng Kông là một đơn vị tiền tệ khác biệt đã ra đời. Pháp lệnh về Tờ tiền 1 đô la đã dẫn đến việc cho ra mắt tờ 1 đô la bởi chính quyền. Chính quyền hiểu rằng đô la mới này sẽ được sử dụng như một đơn vị tiền tệ địa phương. Nhưng đến tận năm 1937 Đô la Hồng Kông mới được xem là phương tiện thanh toán hợp pháp một cách chính thức. Năm 1939, đô la Hồng Kông được neo vào đồng Bảng Anh với tỉ giá HK$16 = £1 ($1 = 1s 3d).
Trong giai đoạn Nhật Bản chiếm đóng Hồng Kông, đồng Yên Quân đội Nhật Bản là đơn vị tiền tệ duy nhất trong giao dịch phổ thông tại Hồng Kông. Khi đồng Yên đầu tiên được phát hành vào ngày 26 tháng 12 năm 1941, tỉ giá hối đoái là ¥1 = HK$2. Đến tháng 8 năm 1942, tỉ giá đã được thay đổi thành HK$4 đổi ¥1. Đồng yên chính thức trở thành phương tiện thanh toán hợp pháp duy nhất vào ngày 1 tháng 6 năm 1943. Đồng tiền địa phương đã được phát hành trở lại bởi Chính quyền Hồng Kông và những ngân hàng địa phương được uỷ quyền sau khi giành độc lập lại từ Nhật, với tỉ giá trước chiến tranh 1£ = HK$16 được hoàn lại. Đồng Yên được quy đổi với tỉ giá ¥100 = $1. Ngày 6 tháng 9 năm 1945, tất cả đồng Yên Quân đội được sử dụng trong thời kỳ chiếm đóng đều được thu hồi và tiêu huỷ bởi Bộ Tài chính Nhật Bản.
Năm 1967, khi mà đồng bảng Anh mất giá, tỉ giá neo vào đã được thay đổi từ 1s 3d đến 1s  4 1⁄2d ($14.5455 = £1) mặc dù đều này không ngăn chặn được sự mất giá của đồng tiền. Năm 1972, Đô la Hồng Kông đã được neo vào Đô la Mỹ với tỉ giá HK5.65$ = 1$. Từ năm 1974 đến năm 1983, đồng Đô la Hồng Kông đã liên tiếp trượt giá. Ngày 17 tháng 10 năm 1983, tỉ giá đã tăng đến mức HK$7.8 = $1, thông qua Hệ thống tiền tệ.
Ngày 18 tháng 5 năm 2005, trong một nỗ lực nhằm đưa đồng tiền xuống một giới hạn đảm bảo thấp, một giới hạn mới đã đề ra cho đồng Đô la Hồng Kông là HK$7.75 đổi $1. Giới hạn còn được tăng lên từ 7.80 lên đến 7.85 (tăng 100 pips mỗi tuần từ ngày 23 tháng 5 đến ngày 20 tháng 6 năm 2005). Cục quản lý tiền tệ Hồng Kông đã chỉ ra sự chuyển dịch này nhằm thu hẹp khoảng cách lãi suất giữa Hồng Kông với các nước khác, đặc biệt là Hoa Kỳ. Một mục đích khác nhằm chấp nhận việc sử dụng đồng Đô la Hồng Kông trong thương mại trong một giới hạn nhất định nhằm tránh việc đồng đô la này bị sử dụng cho những cuộc cá cược, đầu cơ sau sự lạm phát của đồng Nhân dân tệ.
Bộ luật Cơ bản Hồng Kông và Tuyên bố chung của Trung-Anh đã quy định Hồng Kông sẽ vẫn giữ cơ chế độc lập trong việc phát hành tiền tệ. Tiền tệ lưu thông tại Hồng Kông sẽ được phát hành bởi chính quyền và ba ngân hàng địa phương (HSBC, Ngân hàng Trung Quốc và Standard Chartered) dưới sự quản lý của ngân hàng trung ương địa phương, Cục quản lý tiền tệ Hồng Kông. Tiền giấy được in ấn bởi Hong Kong Note Printing.
Một ngân hàng có thể phát hành đồng Đô la Hồng Kông khi và chỉ khi ngân hàng đó sở hữu một lượng dự trữ Đô la Mỹ tương đương. Hệ thống tiền tệ hiện tại đảm bảo rằng toàn bộ tiền tệ của Hồng Kông sẽ được chống lưng bởi đồng Đô la Mỹ thông qua một tỷ giá hối đoái liên kết. Nguồn dự trữ cho việc này được lưu giữ trong quỹ giao dịch của Hồng Kông, một trong những quỹ giao dịch lớn nhất trên thế giới. Hồng Kông cũng có lượng dự trữ Đô la Mỹ rất lớn, lên đến hơn $361 tỷ vào tháng 3 năm 2016.

## Tiền xu

Các mệnh giá tiền xu của Đô la Hồng Kông (Bauhinia (Dương tử kinh) series).

Vào năm 1863, đồng 1 mil (1/10 cent), 1 cent và 10 cents đã được phát hành, tiếp nối theo vào năm 1866, đồng 5, 20 cents, đồng nửa đô la và 1 đô la được đưa vào lưu thông. Những đồng tiền đầu tiên đó được đúc bằng bạc. Việc sản xuất đồng 1 mil kết thúc vào năm 1866, đồng nửa đô la và 1 đô la bị ngưng vào năm 1868, chỉ riêng đồng nửa đô la (được khắc với mệnh giá 50 cents) được đúc trở lại vào năm 1890. Việc sản xuất tất cả đồng xu bằng bạc bị gián đoạn từ năm 1905. Đồng 5 cents chỉ được đúc một thời gian ngắn vào năm 1932 và 1933.
Năm 1934, đồng 1 cent được phát hành nhưng đã được đúc lần cuối vào năm 1941. Lý do là bởi người Nhật đã đánh chìm chuyến tàu chở đồng 1 cent cung cấp cho Hồng Kông vào Đệ nhị Thế chiến. Đến năm tiếp theo (1935), đồng 5 và 10 cents làm bằng hợp kim đồng-nickel được phát hành, thay thế bởi đồng nickel vào năm 1937 và đồng hợp kim đồng thau-nickel vào các năm 1948 và 1949. Đồng 50 cents làm bằng hợp kim đồng-nickel được phát hành năm 1951 và được khắc dòng chữ "fifty cents" trong cả tiếng Anh và tiếng Hoa, nhưng đã được thay thế bằng chất liệu đồng thau-nickel vào năm 1977.
Năm 1960, đồng 1 đô la làm bằng đồng-nickel được phát hành, và được chỉnh sửa kích cỡ vào năm 1978. Tiếp đến vào năm 1975, đồng 20 cents làm bằng đồng thau-nickel và đồng 2 đô la làm bằng đồng-nickel (đều có viền rằn sò điệp). Năm 1976, đồng 5 đô la làm đúc từ đồng-nickel có hình thập giác đều được phát hành, nhưng đã bị thay thế bởi đồng hình tròn vào năm 1980. Đồng 5 cents được phát hành lần cuối vào năm 1979, nhưng kéo dài đến năm 1988. Năm 1994, đồng lưỡng kim 10 đô la được giới thiệu.
Bắt đầu từ năm 1993, để chuẩn bị cho việc thành lập Đặc khu hành chính Hồng Kông, những đồng xu với chân dung Nữ hoàng Elizabeth II được hoán đổi trong lưu thông. Đa số những đồng tiền xu và tiền giấy mới đều có hình hoa Dương tử kinh của Hồng Kông và một số ký hiệu khác. Đồng khắc hình chân dung của Nữ hoàng vẫn có giá trị trong lưu thông và được nhìn thấy thường xuyên, quá trình thay đổi tiền xu diễn ra rất chậm. Tất cả vẫn còn có giá trị và được chấp nhận. Lý do là bởi những đồng được thiết kế lại một cách khá nhạy cảm với chính trị và tình hình kinh tế, quá trình thiết kế lại đồng xu mới không thể được uỷ thác bởi 1 hoạ sĩ nhưng đã được thực hiện bởi Joseph Yam, giám đốc điều hành của Cục quản lý tiền tệ Hồng Kông. Ông đã tự phát hiện ra hình ảnh hoa Dương tử kinh đáp ứng được vấn đề "trung lập chính trị" và thực hiện "thiết kế và phát hành" một cách bí mật.
Năm 1997, nhằm kỷ niệm Anh trao trả Hồng Kông cho Cộng hoà Nhân dân Trung Hoa, chính quyền đã phát hành đồng xu lưu niệm in hình phong cảnh thiên nhiên Trung Quốc và hình ảnh hai toàn nhà Hong Kong’s landmark 19 và 97, tạo thành năm 1997 ở hai mặt của đồng xu.
Hiện tại, tiền xu được phát hành với các mệnh giá HK$10, HK$5, HK$2, HK$1, 50 cents, 20 cents, 10 cents được phát hành bởi Cục quản lý tiền tệ Hồng Kông dưới sự uỷ quyền của Chính quyền Hồng Kông.